# Renate Ortlieb
Renate Ortlieb (* 1969) ist eine österreichische Professorin für Personal und Institutsleiterin für Personalpolitik an der Karl-Franzens-Universität Graz.

## Werdegang
Renate Ortlieb studierte an der Technischen Universität Berlin Betriebswirtschaftslehre und schloss ihr Studium dort 1995 erfolgreich als Diplom-Kauffrau ab. Sie war von 1995 bis 1997 wissenschaftliche Mitarbeiterin an der Universität Duisburg-Essen und übte diese Tätigkeit zudem in den Jahren 1997 bis 2002 an der Freien Universität Berlin aus. Hier promovierte sie im Jahr 2002. Nach einer Stellung als wissenschaftliche Assistentin von 2004 bis 2009 an der Freien Universität Berlin erfolgte dort schließlich ihre Habilitation im Jahr 2009. Hier wurde ihr die venia legendi für Betriebswirtschaftslehre verliehen. Seit 2009 ist Ortlieb Universitätsprofessorin für Personal und Leiterin des Instituts für Personalpolitik an der Karl-Franzens-Universität Graz.

## Forschung
Ortliebs Arbeitsgebiete erstrecken sich über die Bereiche Betriebswirtschaftslehre, Empirische Sozialforschung, Gender Studies, Migrationsforschung sowie Personalmanagement. Zu ihren Forschungsschwerpunkten zählen Personalstrategien von Unternehmen zum Umgang mit Personen mit Migrationshintergrund, Macht und Herrschaft in Organisationen sowie die Bereiche des betrieblichen Krankenstands und die betriebliche Altersvorsorge. Auch Geschlechterverhältnisse in Organisationen sowie Diversity und Diversity Management können zu Ortliebs Forschungsinteressen gezählt werden. Ortlieb ist Mit-Herausgeberin des German Journal of Human Resource Management und hat zudem in den Zeitschriften International Journal of Human Resource Management, Group & Organization Management, Organization Studies, British Journal of Industrial Relations und Organization publiziert.

## Auszeichnungen
2014 erhielt Ortlieb den Seraphine-Puchleitner-Anerkennungspreis, der an der Karl-Franzens-Universität Graz für die exzellente Betreuung von Dissertantinnen und Dissertanten verliehen wird. Für ihre Verdienste um die Frauenforschung wurde sie 2018 zudem mit dem Käthe-Leichter-Preis für Frauenforschung, Geschlechterforschung und Gleichstellung in der Arbeitswelt ausgezeichnet. 2021 wurde sie Finalistin für den Roland Calori Prize, der von der European Group for Organizational Studies vergeben wird und herausragende Artikel auszeichnet.

## Veröffentlichungen (Auswahl)

### Monografien und Herausgeberschaften
- Gertraude Krell, Renate Ortlieb & Barbara Sieben: Gender und Diversity in Organisationen. Grundlegendes zur Chancengleichheit durch Personalpolitik. Springer Gabler, Wiesbaden 2018, ISBN 978-3-658-20554-6
- Renate Ortlieb, Barbara Sieben (Hrsg.): Geschenkt wird einer nichts – oder doch? Festschrift für Gertraude Krell. Programmatisches – Personalpolitik – Gender – Diversity – Diskursive Anknüpfungen. Hampp, München& Mering 2012, ISBN 978-3-86618-687-3
- Gertraude Krell, Renate Ortlieb & Barbara Sieben (Hrsg.): Chancengleichheit durch Personalpolitik. Gleichstellung von Frauen und Männern in Unternehmen und Verwaltungen. Rechtliche Regelungen – Problemanalysen – Lösungen. 6., vollst. überarb. u. erw. Aufl. Gabler, Wiesbaden 2011, ISBN 978-3-8349-6838-8
- Renate Ortlieb: Betrieblicher  Krankenstand als personalpolitische Arena. Eine Längsschnittanalyse. DUV, Wiesbaden 2003, ISBN 978-3-8244-7786-9

### Artikel in Fachzeitschriften
- Renate Ortlieb, Daniela Rastetter & Barbara Sieben: Schwerpunktheft In Memoriam Gertraude Krell.  Gender und Diversity im Kontext der betrieblichen Personalpolitik. Zeitschrift für Diversitätsforschung und -management, Heft 2/2017.[10]

- Renate Ortlieb, Barbara Sieben: The making of inclusion as structuration: Empirical evidence of a multinational company. Equality, Diversity and Inclusion, 33(3): 2014, S. 235–248.[11]
- Renate Ortlieb, Julian Winterheller: Personalstrategien im Kontext internationaler Geschäftstätigkeit. Wie MitarbeiterInnen mit Migrationshintergrund zur Überwindung von Barrieren bei der Internationalisierung beitragen können. Austrian Management Review, 4: 2014, S. 97–104.[12]

- Renate Ortlieb, Martin Stadler: Der Staat als Arbeitgeber von Beschäftigten mit Migrationshintergrund: Eine empirische Analyse von Personalpraktiken in der öffentlichen Verwaltung Österreichs. Industrielle Beziehungen, 18(1–2): 2011, S. 60–77.[13]